# Sylvia Llewelyn Davies

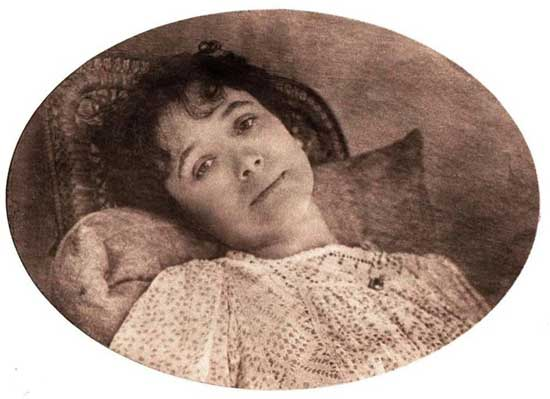
Sylvia Llewelyn Davies, fotografata da J.M. Barrie nel 1898

Sylvia Jocelyn Llewelyn Davies, nata Sylvia du Maurier (Inghilterra, 25 novembre 1866 – Devon, 27 agosto 1910), è stata una casalinga britannica, madre dei bambini che funsero da ispirazione per Peter Pan ed altre storie per bambini dell'Isola che non c'è scritte da J. M. Barrie.

## Biografia
Era la figlia del vignettista e scrittore George du Maurier e di sua moglie Emma Wightwick, sorella maggiore di Gerald du Maurier, zia delle scrittrici Angela e Daphne du Maurier, cognata di Margaret Llewelyn Davies e bisnipote dell'amante reale del Principe Federico, Duca di York e Albany Mary Anne Clarke
Conobbe il giovane avvocato Arthur Llewelyn Davies ad una cena nel 1889 e si fidanzarono poco tempo dopo.  Lei lo sposò nel 1892, ed ebbero cinque figli, tutti maschi: George (1893–1915), Jack (1894–1959), Peter (1897–1960), Michael (1900–1921), e Nicholas (Nico) (1903–1980).
Nel 1898, la Davies conobbe Barrie ad una cena, scoprendo che egli era già amico di tre dei suoi figli dalle loro visite regolari ai Kensington Gardens. Lei e Barrie diventarono intimi (egli adottò il nomignolo di "Jocelyn" per lei), trascorrendo con lui un tempo considerevole alla casa dei Davies, e la famiglia accompagnava Barrie e sua moglie in vacanza. Sylvia incoraggiò l'amicizia di Barrie e i suoi figli.
Suo marito morì nel 1907 per un sarcoma alla guancia. La Davies accolse il sostegno finanziario ed emotivo di Barrie, sia per se stessa che per i suoi bambini. Dopo il divorzio di Barrie, lui e Sylvia rimasero intimi, ma non si sposarono mai. Sylvia si ammalò di un tumore inoperabile al petto, e morì nel 1910. Poco prima della sua morte, scrisse che voleva che la bambinaia dei suoi bambini, Mary Hodgson, continuasse a prendersi cura di loro, e che sapeva che Barrie avrebbe continuato a provvedere per loro, cosa che lui fece. Come tutori dei figli, la Davies nominò Barrie, insieme a sua madre Emma du Maurier, suo fratello Guy du Maurier, ed al fratello di Arthur Crompton Llewelyn Davies. Dopo la morte della madre, Barrie disse ai bambini che erano stati fidanzati, ma Jack e Peter in seguito espressero scetticismo di questa relazione.
Suo figlio Peter fu l'editore del libro di sua nipote Daphne du Maurier sul loro nonno, The Young George du Maurier, letters 1860–1867 (1951).
Nella miniserie del 1978 della BBC The Lost Boys, fu interpretata da Ann Bell. Fu interpretata invece da Kate Winslet nel film del 2004 Neverland - Un sogno per la vita.